# 南河田町
南河田町（みなみごうたちょう）は、愛知県愛西市の地名。字が4つある。

## 地理
旧佐織町中央部に位置する。東は古瀬町、西から北は北河田町、南は諸桑町に接する。

### 字一覧
（五十音順・読みはyahoo!地図による）
- 阿古佐（あこさ）
- 江田（えだ）
- 高台（たかだい）
- 八龍（はちりゅう）

## 歴史

### 町名の由来
河田と称された地が南北に分割された際の南側に位置したことに由来するという。

### 沿革
- 江戸時代 - 尾張国海東郡の尾張藩領佐屋代官所支配の南河田村として所在[7]。
- 1889年（明治22年） - 合併に伴い、藤浪村大字南河田となる[7]。
- 1906年（明治39年） - 合併に伴い、佐織村大字南河田となる[7]。
- 1939年（昭和14年） - 町制施行に伴い、佐織町大字南河田となる[7]。
- 2005年（平成17年）4月1日 - 合併に伴い、愛西市南河田町となる。

## 世帯数と人口
2019年（令和元年）5月1日現在の世帯数と人口は以下の通りである。
| 町丁     | 世帯数  | 人口  |
| -------- | ------- | ----- |
| 南河田町 | 101世帯 | 277人 |

### 人口の変遷
国勢調査による人口の推移
| 2005年（平成17年） | 304人 | [ 8 ] |  |
| 2010年（平成22年） | 308人 | [ 1 ] |  |
| 2015年（平成27年） | 348人 | [ 9 ] |  |

## 小・中学校の学区
市立小・中学校に通う場合、学区は以下の通りとなる。
| 番・番地等 | 小学校               | 中学校             |
| ---------- | -------------------- | ------------------ |
| 全域       | 愛西市立北河田小学校 | 愛西市立佐織中学校 |

## 交通
- 愛知県道79号あま愛西線（甚目寺街道）[5]

## 施設
- 神明社[5]
- 真宗大谷派願念寺[5]

## その他

### 日本郵便
- 郵便番号 : 496-8007[3]（集配局：津島郵便局[11]）。